# Erythrocephalum
Erythrocephalum es un género  de plantas con flores perteneciente a la familia de las asteráceas. Comprende 27 especies descritas y de estas, solo 15 aceptadas.

## Taxonomía
El género fue descrito por Carl Ernst Otto Kuntze y publicado en Genera Plantarum 2: 488. 1873.

## Especies
A continuación se brinda un listado de las especies del género Erythrocephalum aceptadas hasta julio de 2012, ordenadas alfabéticamente. Para cada una se indica el nombre binomial seguido del autor, abreviado según las convenciones y usos.
- Erythrocephalum caudatum S.Moore
- Erythrocephalum decipiens C.Jeffrey
- Erythrocephalum dianthiflorum (Welw.) O.Hoffm.
- Erythrocephalum dictyophlebium Wild
- Erythrocephalum foliosum (Klatt) O.Hoffm.
- Erythrocephalum goetzei O.Hoffm.
- Erythrocephalum jeffreyanum S.Ortiz & Rodr.Oubiña
- Erythrocephalum longifolium Benth. ex Oliv.
- Erythrocephalum marginatum (O.Hoffm.) S.Ortiz & A.P.Cout.
- Erythrocephalum microcephalum Dandy
- Erythrocephalum minus Oliv.
- Erythrocephalum plantaginifolium O.Hoffm.
- Erythrocephalum sallyae Beentje
- Erythrocephalum scabrifolium C.Jeffrey
- Erythrocephalum setulosum C.Jeffrey